# День перемирия
День перемирия — день подписания Компьенского перемирия (11 ноября 1918 года), положившего конец военным действиям Первой мировой войны.
Национальный праздник в большинстве стран бывшей Антанты. Имеет разные названия:
- Великобритания и страны Британского Содружества, Канада, Франция — «День памяти павших» (англ. Remembrance Day, фр. Jour du Souvenir).
- США — «День ветеранов» (англ. Veterans Day)
- Сербия — «День перемирия в Первой мировой войне» (серб. Дан примирја у Првом светском рату)

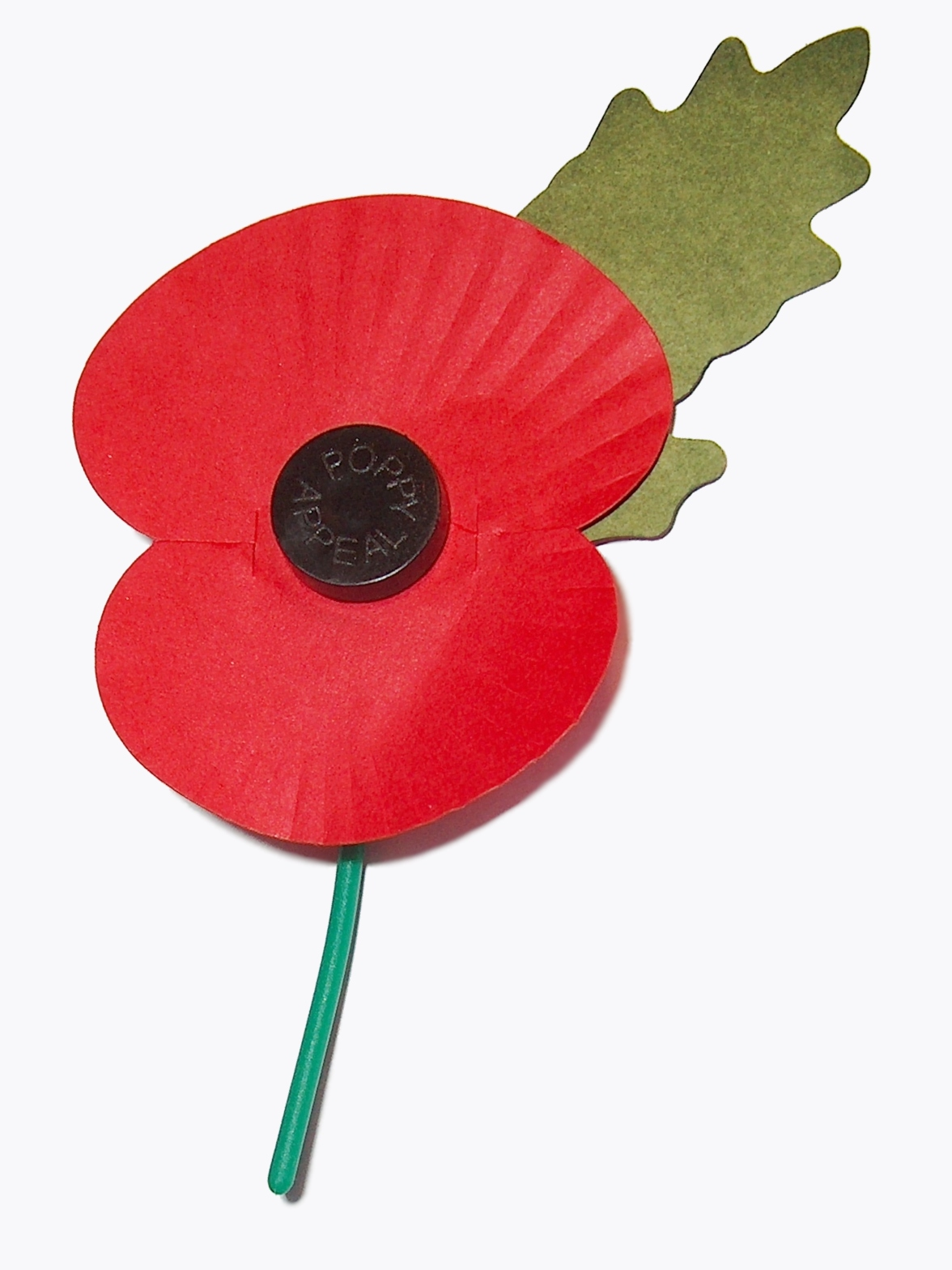
Красный мак — символ памяти павших

В Великобритании (а также и в Канаде) существует традиция ношения бутоньерок в виде красных маков (на илл.) на лацкане пиджака, в петлице или на другой верхней одежде. Это знак уважения к павшим в Первой мировой войне и других войнах XX века. Деньги, вырученные с продажи этих цветков, направляются в Королевский британский легион, на помощь ветеранам различных войн и членам их семей.

## 100-летие
11 ноября 2018 года во всём мире отметили 100-летие окончания Первой мировой войны.
В Великобритании погибших помянули двумя минутами молчания. В церемонии участвовала Королева Елизавета II и её семья, а также Президент Германии Франк-Вальтер Штайнмайер, который стал первым немецким лидером, возложившим венок к Кенотафу на Уайтхолле.
Также в Париже у Триумфальной арки состоялась церемония поминовения с участием более 70 лидеров государств.